# Brachyrhaphis rhabdophora
 Brachyrhaphis rhabdophora és un peix de la família dels pecílids i de l'ordre dels ciprinodontiformes.

## Morfologia
Els mascles poden assolir els 6 cm de longitud total.

## Distribució geogràfica
Es troba a Centreamèrica: Costa Rica.